# Franco Harris (baloncestista)
Franco Harris González (Solano, California, 7 de julio de 1983) es un exbaloncestista mexicano-estadounidense. Con una estatura de 1,82 metros, juega habitualmente en la posición de base.

## Trayectoria
Harris jugó con los Diablo Valley Vikings en la California Community College Athletic Association y con los Boise State Broncos en la NCAA, culminando su carrera como jugador en el circuito de baloncesto universitario estadounidense en 2005.
Su debut como profesional fue con el Chico Force en la temporada 2006 de la International Basketball League.
En 2007 fue contratado por los Galgos de Tijuana, haciendo su debut en la LNBP. Al año siguiente, luego de ser anunciado como parte de los Navegantes de Ensenada que finalmente no compitieron, se unió al Fuerza Regia.
Debutó en el CIBACOPA durante la temporada 2009, actuando como una pieza clave de los Mineros de Cananea, equipo que se consagraría campeón ese año).
La temporada 2009-10 de la LNBP la disputó como miembro de los Lobos Grises de la UAD, jugando junto a su hermano Jovan Harris.
En 2011 se unió a los Correcaminos UAT Victoria, recibiendo una invitación a mitad de temporada para actuar en el Juego de las Estrellas como parte del combinado de extranjeros que enfrentó a la selección de baloncesto de México.
Tras jugar la temporada 2012 del CIBACOPA con los Mineros de Cananea, Harris se incorporó a los Halcones Xalapa, iniciando así una relación de tres temporadas con el equipo (en el medio de ellas actuó con los Frayles de Guasave y los Ostioneros de Guaymas en la CIBACOPA).
Arrancó jugando la temporada 2015 del CIBACOPA con los Mineros de Cananea, pero a mitad del campeonato fue transferido a los Zonkeys de Tijuana, con los que finalmente se consagraría campeón ese año. Al año siguiente -luego de actuar en la Liga Premier de Baloncesto junto a su hermano Jovan Harris con los Manzaneros de Cuauhtémoc- lideró a los Zonkeys en otra temporada del CIBACOPA, pero fueron eliminados en las semifinales.
Volvió a la LNBP en la temporada 2016-17 como base de las Garzas de Plata de la UAEH, pero en diciembre dejó el club para unirse a los Santos de San Luis.  
En los últimos años su carrera como jugador profesional de baloncesto, Harris actuó como refuerzo temporario de los Santos de San Luis, los Libertadores de Querétaro y los Correcaminos UAT Victoria.